# Код Лондона
„Код Лондона” је југословенска телевизијска серија снимљена 1968. године у продукцији Телевизије Београд.

## Епизоде
| Сезона | Епизода | Назив                     | Датум              |
| ------ | ------- | ------------------------- | ------------------ |
| 1      | 1       | Лов                       | 19.септембра 1968. |
| 1      | 2       | Ад акта                   | 26.септембра 1968. |
| 1      | 3       | Милионерска и друга посла | 3.октобра 1968.    |
| 1      | 4       | Медејиних пет минута      | 10.октобра 1968.   |

## Улоге
| Глумац                | Улога        |
| --------------------- | ------------ |
| Момчило Животић       | (3 еп. 1968) |
| Миа Адамовић          | (1 еп. 1968) |
| Миодраг Андрић        | (1 еп. 1968) |
| Северин Бијелић       | (1 еп. 1968) |
| Павле Богатинчевић    | (1 еп. 1968) |
| Надежда Брадић        | (1 еп. 1968) |
| Реља Ђурић            | (1 еп. 1968) |
| Томанија Ђуричко      | (1 еп. 1968) |
| Деса Дугалић          | (1 еп. 1968) |
| Вука Дунђеровић       | (1 еп. 1968) |
| Мирко Милисављевић    | (1 еп. 1968) |
| Бранка Митић          | (1 еп. 1968) |
| Ташко Начић           | (1 еп. 1968) |
| Светолик Никачевић    | (1 еп. 1968) |
| Вера Новаковић        | (1 еп. 1968) |
| Марица Поповић        | (1 еп. 1968) |
| Ђорђе Пура            | (1 еп. 1968) |
| Милан Пузић           | (1 еп. 1968) |
| Зоран Ранкић          | (1 еп. 1968) |
| Ратко Сарић           | (1 еп. 1968) |
| Виктор Старчић        | (1 еп. 1968) |
| Данило Бата Стојковић | (1 еп. 1968) |
| Бора Тодоровић        | (1 еп. 1968) |
| Еуген Вербер          | (1 еп. 1968) |
| Михајло Викторовић    | (1 еп. 1968) |
| Милорад Миша Волић    | (1 еп. 1968) |
| Чедо Зуравица         | (1 еп. 1968) |

Комплетна ТВ екипа ▼
| Редитељ    | Небојша Комадина  | (4 еп. 1968) |
| Сценариста | Предраг Голубовић | (4 еп. 1968) |
| Сценариста | Миодраг Илић      | (4 еп. 1968) |
| Сценограф  | Дора Душановић    | (4 еп. 1968) |